# ليوتبراند الكريموني
ليوتبراند (920-972) (أيضاً: ليودبراند، ليوبراند، ليوتيو، ليوكيوس، ليوزو، وليوتسيوس) مؤرخ ودبلوماسي وأسقف كريموني، وُلِد فيما يُعد اليوم شمال إيطاليا، وتُعتبر مؤلّفاته مصدرًا مهمًا لعلوم السياسة في البلاط البيزنطي في القرن العاشر للميلاد.